# Placulumab
Il placulumab è un anticorpo monoclonale umano che ha per target molecolare il fattore di necrosi tumorale. Sviluppato a partire dal 2012 da Teva Pharmaceutical Industries allo scopo di curare alcune patologie infiammatorie, se ne è in seguito interrotta la produzione.